# 355 (film)
Pour plus de détails, voir Fiche technique et Distribution.
355, ou Les 355 au Québec (The 355), est un film d'espionnage américano-chinois coécrit, coproduit et réalisé par Simon Kinberg, sorti en 2022.

## Synopsis
Une arme technologique capable de prendre le contrôle de réseaux informatiques tombe entre de mauvaises mains. Les agences de renseignements du monde entier envoient leurs agentes les plus redoutables là où l’arme destructrice a été localisée, à Paris. Leur mission : empêcher des organisations terroristes ou gouvernementales de s’en emparer pour déclencher un conflit mondial. Les espionnes vont devoir choisir entre se combattre ou s’allier contre une terrible organisation mondiale aux funestes desseins…
Il y a l'Américaine Mason Brown (CIA), la Britannique Khadijah (ancienne du MI6 et experte en informatique), l'Allemande Marie Schmidt, la psychologue colombienne Graciela et la mystérieuse Chinoise Lin Mi Sheng.

## Fiche technique
Sauf indication contraire, les informations mentionnées dans cette section peuvent être confirmées par les bases de données cinématographiques IMDb et Allociné,  présentes dans la section « Liens externes ».
- Titre original : The 355
- Titre français : 355
- Réalisation : Simon Kinberg
- Scénario : Simon Kinberg et Theresa Rebeck, d'après une idée de Theresa Rebeck
- Musique : Tom Holkenborg
- Décors : Simon Elliott
- Costumes : Stephanie Collie
- Photographie : Tim Maurice-Jones
- Montage : John Gilbert
- Production : Kelly Carmichael, Jessica Chastain et Simon Kinberg
- Production déléguée : Richard Hewitt
- Sociétés de production : Freckle Films, Genre Films, CAA Media Finance, FilmNation Entertainment, Huayi Brothers Media et Perfect World Pictures
- Sociétés de distribution : Universal Pictures (États-Unis), Les Films Séville (Québec), SND (France), Belga Films (Belgique)
- Budget : 75 million
- Pays d'origine :  États-Unis,  Chine
- Langue originale : anglais
- Format : couleur
- Genre : action, espionnage
- Durée : 124 minutes
- Dates de sortie[2] :
  - France : 5 janvier 2022
  - États-Unis : 7 janvier 2022
- Classification[3] : 
  - États-Unis : PG-13 (accord parental recommandé, film déconseillé aux moins de 13 ans)
  - France : tous publics

## Distribution
Sauf indication contraire, les informations mentionnées dans cette section peuvent être confirmées par les bases de données cinématographiques IMDb et Allociné,  présentes dans la section « Liens externes ».
- Jessica Chastain (VF : Rafaèle Moutier ; VQ : Aline Pinsonneault)[4]) : Mason « Mace » Browne[5]
- Lupita Nyong'o (VF : Fily Keita ; VQ : Marie-Evelyne Lessard) : Khadijah Adiyeme
- Diane Kruger (VF : elle-même ; VQ : Catherine Proulx-Lemay) : Marie Schmidt
- Penélope Cruz (VF : Ethel Houbiers ; VQ : Viviane Pacal) : Graciela Rivera
- Fan Bingbing (VF : Geneviève Doang ; VQ : Ariane-Li Simard-Côté) : Lin Mi Sheng
- Sebastian Stan (VF : Axel Kiener ; VQ : Nicholas Savard L'Herbier) : Nick Fowler[4]
- Édgar Ramírez (VF : Laurent Maurel ; VQ : Patrice Dubois) : Luis Rojas
- Emilio Insolera : Giovanni Lupo
- Leo Staar (en) (VF : Benoît Cauden) : Grady
- John Douglas Thompson (en) (VF : Rody Benghezala ; VQ : Fayolle Jean Jr.) : Larry Marks
- Jason Flemyng (VF : Philippe Vincent ; VQ : Daniel Picard) : Elijah Clarke
- Sylvester Groth : Jonas Muller

## Production

### Genèse et développement
Lors du tournage de X-Men: Dark Phoenix, Jessica Chastain propose au réalisateur-scénariste Simon Kinberg l'idée d'un film d'espionnage féminin dans la veine de franchises d'action comme Mission impossible ou James Bond. Le concept est alors développé et, en mai 2018, il est annoncé que Simon Kinberg réalisera le film qui sera produit par Jessica Chastain. L'actrice est annoncée avec d'autres comme Marion Cotillard, Penélope Cruz, Fan Bingbing et Lupita Nyong'o. Le projet est présenté aux acheteurs lors du marché du film en marge du festival de Cannes 2018. Global Road Entertainment (en) et Amazon Studios sont évoqués pour les droits de distribution,. Universal Pictures acquiert les droits pour la distribution en Amérique du Nord.
En mai 2019, Sebastian Stan et Édgar Ramírez rejoignent la distribution. Il est annoncé par ailleurs que Marion Cotillard a quitté le projet. Diane Kruger la remplace en juin. En septembre, Emilio Insolera rejoint le film.

### Tournage
Le tournage a lieu à Paris, au Maroc et à Londres, en juillet 2019,,. Des montages ont ensuite eu lieu en juillet 2020, lors du protocole lié à la pandémie de Covid-19.

## Accueil
Prévu à l'origine pour le mois de janvier 2021, le film a été repoussé au 5 janvier 2022 en raison des fermetures des salles de cinéma un peu partout dans le monde à cause de la pandémie de Covid-19.
Malgré son casting féminin prestigieux, le film a été un échec : à peine 15 millions de dollars de recettes aux USA, et moins de 230000 spectateurs en France.[réf. nécessaire]